# モーペルテュイ (小惑星)
モーペルテュイ (3281 Maupertuis) は、小惑星帯にある小惑星である。
フィンランドの天文学者ユルィヨ・バイサラがトゥルクで発見した。
『最小作用の原理』の最初の提唱者であり、地球形状の決定のためのトルネ谷における子午線弧長測量遠征隊の主導者として知られるフランスの数学者、天文学者ピエール・ルイ・モーペルテュイにちなみ命名された。